# Lemmings
Lemmings es un videojuego desarrollado originalmente para Commodore Amiga, diseñado por DMA Design (actualmente Rockstar North) y publicado por Psygnosis en el año 1991 y que tuvo versiones para diferentes computadoras y videoconsolas. En el momento de su publicación fue uno de los juegos de más éxito y logró puntuaciones máximas en las revistas especializadas.
Los personajes del juego están basados en la creencia popular de que los lemmings se suicidan en masa en situaciones de peligro. El objetivo del juego es el de salvar a un número determinado de lemmings en cada nivel, para lo que se cuenta con ocho habilidades distintas que se pueden repartir en número limitado a cada lemming para lograr alcanzar el final de cada fase.

## Forma de juego
El juego está dividido en un número de niveles. Cada nivel puede tener una o más salidas y una o más entradas, y consiste en controlar a unas unidades (los lemmings) conduciéndolas a través de diversos obstáculos (barrancos, paredes, montañas, etc.) y con el objetivo de llegar a una posición final. Estas unidades están capacitadas para realizar una serie de acciones, entre las que se cuentan la de construir escaleras, bloquear el paso a otros lemmings, lanzarse en paracaídas, etc. También tienen la opción de suicidarse para el caso de que ya sea imposible terminar la partida por haber perdido demasiados lemmings, por no poder acabar el nivel al haber utilizado incorrectamente las habilidades disponibles, ya que casi nunca están todas disponibles y solo se pueden usar un número determinado de veces (salvo en los primeros niveles, que son de introducción a la mecánica del juego), cuando necesitamos destruir alguna construcción o zona del mapa o para eliminar a los lemmings que no pueden llegar al final (mientras siga habiendo lemmings en el mapa no se acaba el nivel). En caso de que a un lemming no se le asigne alguna habilidad, caminará ignorando a cualquier otro lemming (salvo a los bloqueadores) y cayendo fuera del mapa o cambiando de dirección cuando algún obstáculo le impida el paso. Los lemmings pueden morir al caer de una gran altura, caer en agua, lava o fuera del mapa o ser capturados por una trampa. También morirán cuando se les asigne la habilidad de convertirse en una bomba.
Para completar con éxito cada nivel es necesario salvar a un número determinado de lemmings. Para ello el jugador dispone un número limitado de habilidades a utilizar. Hay ocho habilidades que pueden ser utilizadas: Los "escaladores" pueden subir por paredes verticales; los "paracaidistas" sobreviven a caídas desde gran altura abriendo una especie de sombrilla de playa. Existen tres habilidades que permiten al lemming crear un túnel de forma lateral, vertical o diagonal, pero siempre en terrenos que lo permitan. Los “constructores” crean escaleras de 12 escalones por lo que cuando finalizan las mismas es necesario volver a darles la habilidad si todavía no han llegado a su objetivo o volverán a andar como los demás lemmings sin una habilidad. Los “bloqueadores” impiden el paso del resto de los lemmings (no los detiene, siguen andando en dirección contraria). Por último existe la habilidad de convertirse en bomba, ya comentada anteriormente.
El jugador puede aumentar, reducir la velocidad de los lemmings o pausar el juego, así mismo existe la posibilidad de destruir todos los lemming cuando se quiere reintentar el nivel porque ya se han perdido más de los lemmings permitidos en el nivel o cuando se quiere eliminar a los “bloqueadores” (para poder finalizar el nivel o permitir el paso de los lemmings restantes una vez que con otros lemmings hemos preparado el terreno para llegar de forma segura a la salida).

### Modo para dos jugadores
En el juego original para Amiga había 20 niveles para dos jugadores. Para ello se dividía la pantalla en dos partes verticales en las que se representaba el mismo mapa para los dos jugadores. Cada jugador sólo podía controlar a los lemmings de su pantalla (azules o verdes) y el objetivo era salvar más lemmings en cada nivel que el contrario. El juego continuaba hasta que ninguno de los jugadores conseguía terminar un nivel.

## Desarrollo

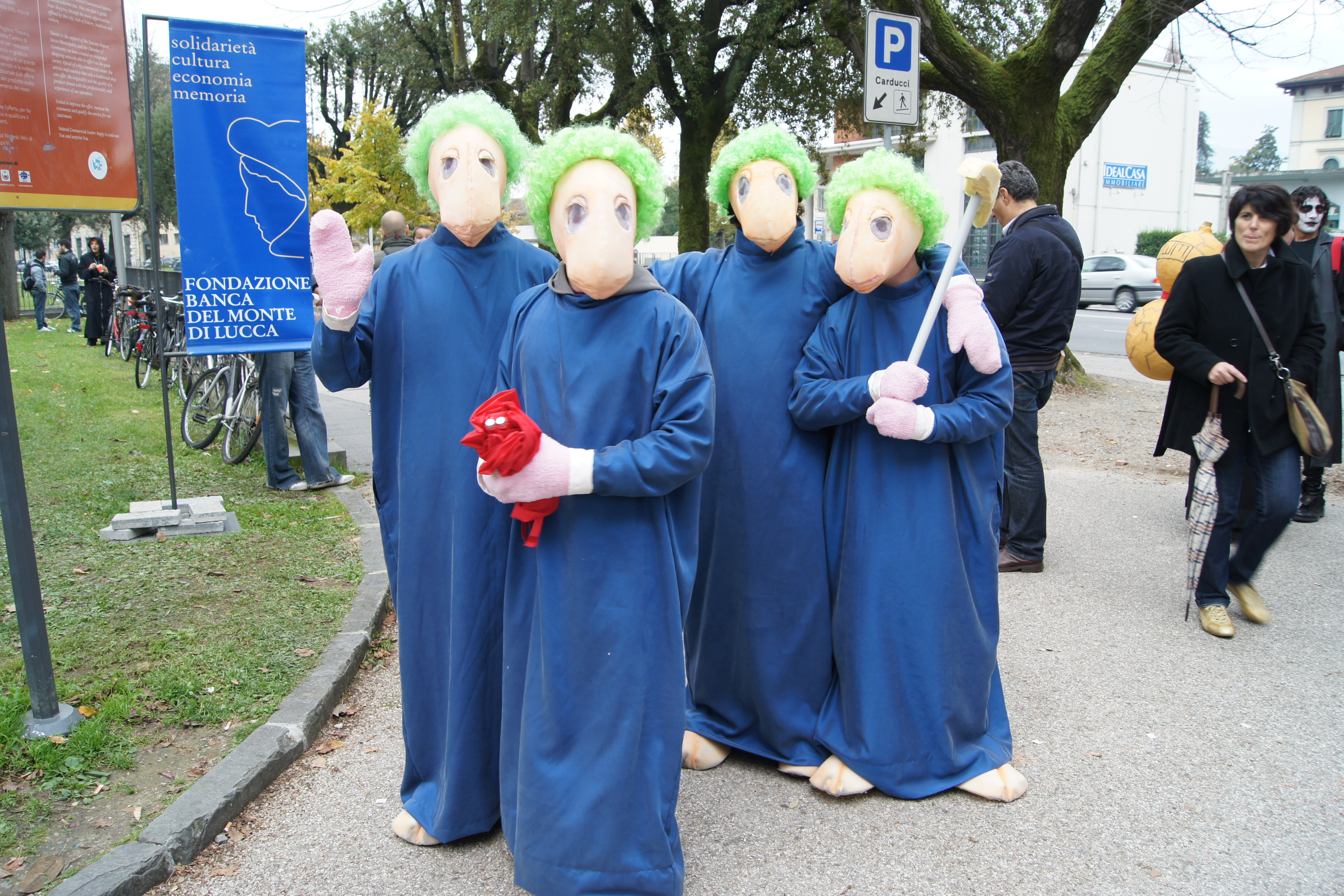
Seguidores disfrazados como los protagonistas del juego

Mike Dailly ha publicado una detallada historia sobre el proceso de creación del juego titulado “The Lemmins Store”.
Originalmente el concepto del juego partió de la demostración por parte de Dailly de que podía crear rápidamente un animado de 8x8 píxel durante la creación del juego Walker, secuela del juego Blood Money. Otro miembro del equipo, Russell Key vio que ese personaje animado tenía la posibilidad de ser un juego en sí mismo. Los diferentes niveles fueron diseñados mediante el programa  Deluxe Paint, lo que permitió a muchos de los miembros del equipo tomar parte en el proceso de diseño. El proceso de diseño de los niveles fue sumamente interactivo y en él también tomaron parte miembros de Psygnosis.
Cada diseñador dejó muestras de su trabajo en los niveles. Así los nombres de los niveles diseñados por Dailly generalmente dan pistas al jugador sobre lo que debe hacer para superarlo. Por ejemplo el nivel “It´s Hero Time” (Es la hora del héroe), sugiere que es necesario aplicar todas las habilidades sobre un lemming para poder superar el nivel. Los diseñados por Gary Timmons tienen referencias a la cultura popular en sus nombres. Dailly fue responsable también del diseño de los niveles basados en otros juegos de Psygnosis como por ejemplo Shadow of the Beast, Shadow of the Beast II y Awesome; en estos niveles se utilizó música de esos juegos. Tras crear los niveles más complicados se procedió a desarrollar aquellos más sencillos que permitían al jugador ir aprendiendo los entresijos del juego.
La música del juego fue creada por Brian Johnson, y la voz de su madre fue la primera voz de los lemmings.

## Música
La música fue creada originalmente por Brian Johnston (el hermano menor de Scott), quien probó fragmentos de música con derechos de autor. Esta había sido una práctica común, pero en ese momento había una creciente conciencia de los derechos de autor de la música. Psygnosis le pidió a Tim Wright que reemplazara las pistas que a menudo usaban arreglos y reelaboraciones de música clásica y tradicional para evitar problemas de derechos de autor.
Hay 21 canciones en Lemmings, que se reproducen en el siguiente orden (en las versiones Amiga, SNES y Mac). En las versiones Sega Genesis, MS-DOS y Windows 95, no se sigue este orden.
1. Can-Can: "Galop Infernal", de "Orpheus in the Underworld" (la música de Offenbach a menudo se usa para el can-can).
2. Lemming 1: canción original del juego, a menudo confundida con el "Pachelbel's Canon" por los fanes, pero la progresión de los acordes es diferente.
3. Smile if you Love Lemmings (Tim 2): canción original.
4. One Way or Another: canción original. También conocida como "Miners and Climbers".
5. Dance of the Little Swans: basada en "Dance of the Little Swans", de "El lago de los cisnes" de Chaikovski.
6. Lend a Helping Hand (Tim 3): canción original.
7. Mind the Step (Tim 5): canción original.
8. How Much is that Doggie in the Window: basada en "(How Much Is) That Doggie in the Window?", canción popular americana escrita por Bob Merrill en 1952.
9. Dance of the Reed Flutes: basada en "Dance of the Reed Flutes", de la suite "El cascanueces" de Chaikovski.
10. Keep Your Hair on Mr. Lemming: una canción original. En algunas versiones es reemplazada por una de las cuatro pistas especiales.
11. Rondo Alla Turca: basada en "Rondo alla Turca", de la "Sonata para piano No. 11" de Mozart.
12. London Bridge is Falling Down: basada en "London Bridge Is Falling Down", canción popular infantil inglesa.
13. Rainbow Islands (Tim 1): canción original. Esta es la única pista que aparece en la versión ZX Spectrum del juego.
14. Forest Green: basada en "O Little Town of Bethlehem", villancico navideño adaptado al himno "All Beautiful the March of Days" y mezclado con la melodía de la película «The Good, the Bad and the Ugly», de Ennio Morricone.
15. Postcard from Lemmingland (Tim 4): canción original.
16. Ten Lemmings: una combinación de tres canciones tradicionales, que son "Ten Green Bottles", canción popular infantil inglesa, la "Sonata para piano Nº 2" de Chopin (la parte utilizada como marcha fúnebre) y el "Bridal Chorus" de Wagner.
17. She'll Be Coming 'Round the Mountain: basada en "She'll Be Coming 'Round the Mountain", canción popular tradicional americana.

Hay cuatro más para niveles especiales:
1. Shadow of the Beast: primera canción especial. Basada en el juego Shadow of the Beast.
2. Menace: segunda canción especial. Basada en el juego Menace.
3. Awesome: tercera canción especial. Basada en el juego Awesome.
4. Shadow of the Beast II: cuarta canción especial. Basada en el juego Shadow of the Beast II.

La versión de Amiga también tenía un tema original que se reproducía al arrancar el juego, conocido como March of the Mods.
La versión Acorn Archimedes agregó una pista adicional en el lugar 14, que es una remezcla del tema del juego Mad Professor Mariarti de los años 90s.

## Acogida

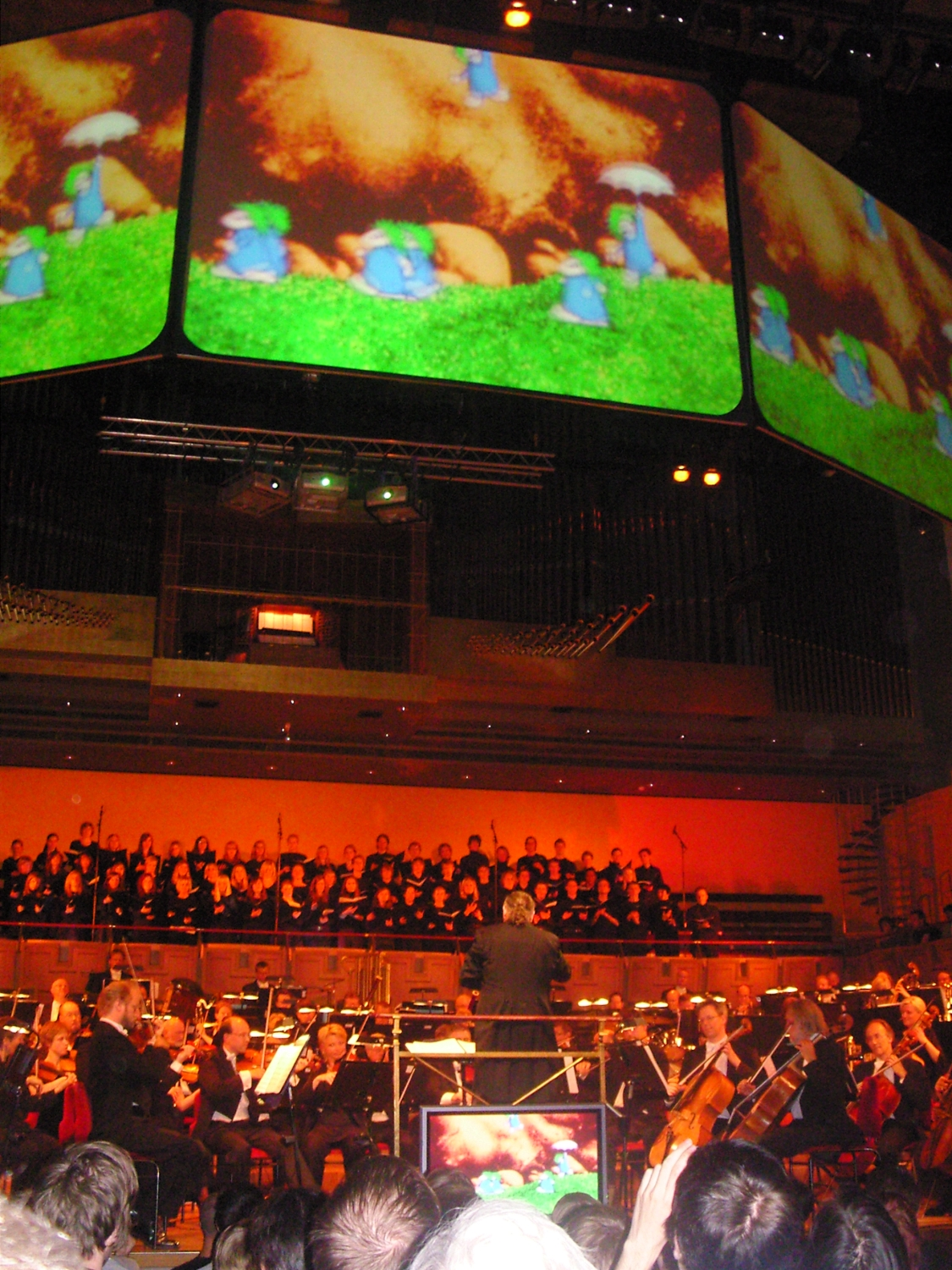
Concierto en vivo "Play! A video game symphony" el 2 de junio de 2007 con Lemmings de fondo.

En el momento de la publicación Lemmings vendió 55.000 copias en el primer día de venta para Amiga, en comparación Blood Money vendió 40.000 copias pero en total. Muchas revistas especializadas le otorgaron puntuaciones máximas. Se cree que el total de ventas en todos los formatos desde 1991 es de 15 millones de copias.
En su conversión para PSP, Gamespot afirmó que Lemmings es un juego que a pesar de su diseño clásico sigue compitiendo de igual a igual con juegos 15 años más modernos.  En 1996 Computer Gaming World situó al juego en la 12.ª posición de los mejores de la historia. En julio de 2007 la Revista EDGE le colocó en el puesto 82. Los Lemmings son considerados como el antecesor de los juegos actuales de estrategia en tiempo real.

## Lista de juegos basados enLemmings
- Basados en el mismo estilo de juego:

- Lemmings
  - Expansiones para el juego original:
    - Lemmings Xmas '91
    - Lemmings Xmas '92
    - Lemmings Holiday '93
    - Lemmings Holiday '94
    - Oh no! More Lemmings

- Lemmings (Covox Demo)
- Lemmings 2: The Tribes
- (Lemmings 3) All New World of Lemmings
- Lemmings for Windows 95
- 3D Lemmings
  - 3D Lemmings Winterland (Expansión)

- Lemmings Revolution

- Basados en la franquicia pero con otro estilo de juego:

- Lemmings Paintball
- The Adventures of Lomax

- Lista de ports conocidos:

- 3DO, Acorn Archimedes, Amstrad CPC, Apple IIGS, Arcade (sólo prototipo), Atari Lynx, Atari ST, Commodore 64, Commodore Amiga CD32, Commodore CDTV, DHTML, DOS, Hewlett-Packard HP-48 series, Macintosh, teléfonos móviles, Nintendo Famicom (NES), Nintendo Game Boy, Nintendo Game Boy Color, Nintendo Super Famicom (SNES), OS/2 (sólo demo), Palm OS, Philips CD-i, SAM Coupé, Sega Game Gear, Sega Master System, Sega Mega Drive (Genesis), Sega Dreamcast, Sinclair ZX Spectrum, Sony PlayStation, Sony PlayStation 2, PlayStation Network (para PlayStation 3 y para PSP), Sony PSP, TI-83 plus, UIQ, Windows, Nintendo DS y Xbox.

- Juegos basados en la idea del Lemmings original:

- Pingus
- CLONES
- Mormels
- Shoujo attack
- Pikmin
- Lamers
- Krusty's Fun House
- Troddlers
- Penguins!
- Ant Soldiers
- Worms

Un dato curioso es que en GTA: San Andreas, en Las Venturas se puede ver a un peatón aleatorio saltando de un edificio, si bien se lo puede considerar un bug, este easter egg es considerado un homenaje por parte de la actual Rockstar Games a su antigua saga de videojuegos. Se dice que también aparecen en GTA: Liberty City Stories.